# La Salvetat-Belmontet
La Salvetat-Belmontet település Franciaországban, Tarn-et-Garonne megyében. Lakosainak száma 967 fő (2022. január 1.). La Salvetat-Belmontet Montdurausse, Génébrières, Monclar-de-Quercy, Saint-Nauphary és Verlhac-Tescou községekkel határos.

## Népesség
A település népessége az elmúlt években az alábbi módon változott:
| Lakosok száma | 785  | 800  | 818  | 818  | 841  | 856  | 896  | 931  | 967  |
|               | 2013 | 2015 | 2016 | 2017 | 2018 | 2019 | 2020 | 2021 | 2022 |